# Нјусиок
Нјусиок су изумрли алгонквински народ, који је у време првог сусрета са Енглезима насељавао јужну обалу доњег тока реке Нјуса, на територији данашњих округа Ленор, Крејвен и Картерет у Северној Каролини.
Енглески истраживач Капетан Артур Барлоу је током своје експедиције 1584. забележио причу секотанског вероанса Вингине о сукобу између два домородачка народа, Нјусиока и Секотана. Према Вингини, Секотани и Нјусиоци су водили рат који је трајао годинама, а пар година пре сусрета са Енглезима, Вингина се састао са нјусиочким владарем да би договорио успостављање трајног мира. Двоје вођа је договорило гозбу којој би присуствовале обе групе. Непознат број мушкараца Секотана и 30 жена присуствовало је гозби у граду Нјусиок. Изненада Нјусиоци су напали Секотане и побили све мушкарце, поштедевши само жене и децу (које су задржали као робове). О истом догађају су Томасу Хариоту говориле и поглавице Мантео и Ванчиз. Њему су они пренели и да је краљ Нјусиока у савезу са краљем Пиамакумом из суседне земље Помовик.